# Tangenziale Est di Pistoia
La tangenziale Est di Pistoia è una strada provinciale (SP47) della provincia di Pistoia.

## Descrizione
Dotata di carreggiata doppia, con due corsie per ogni senso di marcia separate da new-jersey in cemento, collega la zona sud-est della città alla zona nord-est ed ha 2 uscite con una lunghezza di 2,5 km. Fa parte dell'anello viario intorno alla città, che avrà una lunghezza di circa 14 km, il quale verrà completato con la strada d'interquartiere a nord (ampia strada a due corsie), che avrà la funzione di tangenziale Nord, una parte della quale è già stata realizzata dall'uscita Pistoia-Viale Europa del raccordo autostradale di Pistoia sino a via di Collegigliato, da dove dovrà essere costruito l'ultimo tratto fino al congiungimento con la tangenziale Est, completando così il sistema viario ad anello intorno alla città.

## Percorso
| Tangenziale Est di Pistoia |                                                                                                |      |      |           |
| Tipologia                  | Indicazione                                                                                    | ↓km↓ | ↑km↑ | Provincia |
|                            | Rotatoria Via Toscana Agliana - Prato - Firenze (Rotonda dello Sperone)                        | -    | -    | PT        |
|                            | Pistoia S.Agostino Zona Industriale S.Agostino Palazzo dello Sport "PalaCarrara"               | -    | -    | PT        |
|                            | Pistoia Viale Sestini Viale Sestini - Quartiere Le Fornaci Centro Commerciale Panorama Montale | -    | -    | PT        |
|                            | Pistoia Viale Antonelli Candeglia - Santomoro Pistoia-Riola                                    | -    | -    | PT        |